# 10 Arietis
10 Arietis, som är stjärnans Flamsteed-beteckning, är en dubbelstjärna belägen i den norra delen av stjärnbilden Väduren. Den har en kombinerad skenbar magnitud på ca 5,63 och är svagt synlig för blotta ögat där ljusföroreningar ej förekommer. Baserat på parallaxmätning inom Hipparcosuppdraget på ca 20,5 mas, beräknas den befinna sig på ett avstånd på ca 159 ljusår (ca 49 parsek) från solen. Den rör sig bort från solen med en heliocentrisk radialhastighet av ca 13 km/s.

## Egenskaper
Primärstjärnan 10 Arietis A (magnitud 5,92) är en gul till vit underjättestjärna av spektralklass F8 IV, Den har en massa som är ca 2,5 solmassor, en radie som är ca 3 solradier och utsänder ca 11 gånger mera energi än solen från dess fotosfär vid en effektiv temperatur av ca 6 000 - 7 500 K.
Stjärnparet kretsar kring varandra med en omloppsperiod av ca 325 år och en excentricitet på 0,59. Halv storaxel i omloppsbanan har en vinkelstorlek av 1,39 bågsekunder. Följeslagaren, 10 Arietis B, är en stjärna av magnitud 7,95 i huvudserien och av spektralklass F9 V. Det finns också en visuell följeslagare av magnitud 13,5, betecknad 10 Arietis C, med en vinkelseparation av 95,30 bågsekunder vid en lägesvinkel på 150° år 2001.